# Anna Andrejewna Jurakowa
Anna Andrejewna Jurakowa (russisch Анна Андреевна Юракова, wiss. Transliteration Anna Andreevna Jurakova, gebürtig Tschernowa; * 7. September 1992 in Kaluga) ist eine ehemalige russische Eisschnellläuferin.

## Werdegang

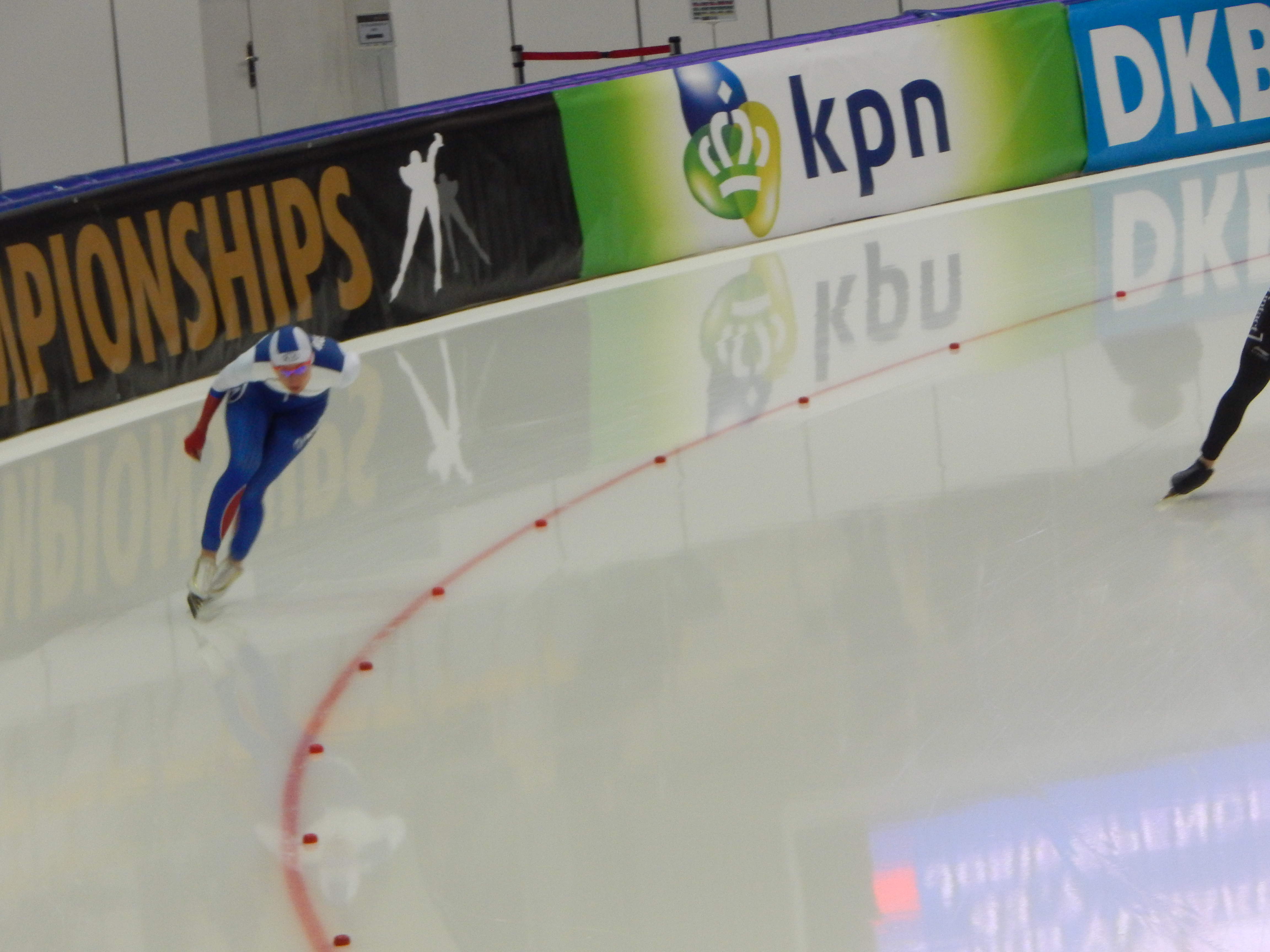
Einzelstreckenweltmeisterschaften 2016 in Kolomna

Jurakowa wurde dreimal russische Juniorenmeisterin und belegte bei den Juniorenweltmeisterschaften 2009 in Zakopane den 13. Platz im Mehrkampf sowie den fünften Rang in der Teamverfolgung. In der Saison 2009/10 nahm sie in Salt Lake City erstmals am Eisschnelllauf-Weltcup teil, wobei sie in der B-Gruppe den 19. Platz über 3000 m errang und kam bei den Juniorenweltmeisterschaften 2010 in Moskau auf den 30. Platz über 1000 m, auf den 15. Rang über 1500 m sowie auf den fünften Platz in der Teamverfolgung. Bei den Juniorenweltmeisterschaften zwei Jahre später in Obihiro gewann sie die Bronzemedaille in der Teamverfolgung. In den folgenden Jahren wurde sie bei den Olympischen Winterspielen 2014 in Sotschi Neunte über 5000 m, bei den Einzelstreckenweltmeisterschaften 2015 in Heerenveen Zehnte über 3000 m sowie Siebte über 5000 m und bei den Einzelstreckenweltmeisterschaften 2016 in Kolomna Elfte über 3000 m sowie Sechste über 5000 m. In der Saison 2016/17 erreichte sie über 3000 m mit dritten Plätzen in Harbin und Berlin sowie mit dem zweiten Platz in Astana ihre einzigen Podestplatzierungen im Weltcup und zum Saisonende den zweiten Platz in der Weltcupwertung über 3000/5000 m. Bei der Mehrkampfweltmeisterschaft 2017 in Hamar belegte sie den achten Platz und bei den Einzelstreckenweltmeisterschaften 2017 in Gangneung den 11. Platz über 3000 m sowie den vierten Rang über 5000 m. Im selben Jahr gewann sie bei den russischen Meisterschaften über 3000 m und den Mehrkampf-Wettbewerb. In der folgenden Saison wurde sie mit sechs Top-Zehn-Platzierungen Siebte in der Weltcupwertung über 3000/5000 m und absolvierte in Minsk ihren letzten Weltcup, welchen sie auf dem achten Platz über 3000 m beendete. Zudem errang sie bei den Europameisterschaften 2018 in Kolomna den fünften Platz über 3000 m und siegte bei den russischen Meisterschaften über 5000 m.

## Erfolge

### Olympische Spiele
- 2014 Sotschi: 9. Platz 5000 m

### Einzelstrecken-Weltmeisterschaften
- 2015 Heerenveen: 7. Platz 5000 m, 10. Platz 3000 m
- 2016 Kolomna: 6. Platz 5000 m, 11. Platz 3000 m
- 2017 Gangneung: 4. Platz 5000 m, 11. Platz 3000 m

### Mehrkampf-Weltmeisterschaften
- 2017 Hamar: 8. Platz Mehrkampf

### Europameisterschaften
- 2018 Kolomna: 5. Platz 3000 m

## Persönliche Bestzeiten
| Disziplin | Zeit        | Datum             | Ort            |
| --------- | ----------- | ----------------- | -------------- |
| 500 m     | 41,20 s     | 5. März 2017      | Hamar          |
| 1000 m    | 1:19,44 min | 19. Oktober 2017  | Kolomna        |
| 1500 m    | 1:57,58 min | 3. Dezember 2017  | Calgary        |
| 3000 m    | 4:00,55 min | 10. Dezember 2017 | Salt Lake City |
| 5000 m    | 6:57,27 min | 11. Februar 2017  | Gangneung      |